# Марк Клавдій Марцелл Езернін (претор)
Марк Клавдій Марцелл Езернін (лат. Marcus Claudius Marcellus Aeserninus, близько 12 до н. е. — після 23) — державний діяч, талановитий красномовець часів ранньої Римської імперії.

## Життєпис
Походив з роду нобілів Клавдіїв Марцеллів. Син Марка Клавдія Марцелла Езерніна, квіндецімвіра священнодійств, та Азінії, онук Гая Азінія Полліона, друга Октавіана Августа. Успадкував великі статки. З дитинства навчався красномовству у діда і мав видатний талант.
У 2 році до н. е. (за іншими відомостями 2 року н. е.) під час Троянських ігор впав з коня і зламав ногу. Завдяки статкам та родинним зв'язкам зробив гарну кар'єру. У 19 році стає претором у справах іноземців. З 20 по 23 року обіймав посаду куратора берегів і русла Тібру. У 20 році відмовився захищати Гнея Кальпурнія Пізона, звинуваченого у вбивстві Германіка та образі величі римського народу. Про подальшу долю немає відомостей.

## Родина
Дружина — Кальвізія Флакцілла
Діти:
- Квінт Азіній Марцелл
- Марк Азіній Марцелл